# Dörmögőék kalandjai
A Dörmögőék kalandjai magyar televíziós bábfilmsorozat, amely alapján könyvsorozat is készült, rajzolt képekkel. A bábsorozatot 1987-ben készítették, 1990-ben folytatták Dörmögőék újabb kalandjai címmel, és 1997-ben Dörmögőék legújabb kalandjai címmel.

## Alkotók
- Rendezte: Kovács Kati
- Írta: Gyárfás Endre
- Dramaturg: Takács Vera, Mészáros Katalin
- Zenéjét szerezte: Korbuly Béla
- Operatőr: Abonyi Antal
- Hangmérnök: Belovári Tibor, Hubay Zsolt
- Báb- és díszlettervező: Lévai Sándor, Szádváry Szabó Zoltán
- Bábkészítők: Dely Teréz, Gáspár Ági, Pap Judit, Szádváry Szabó Zoltán
- Díszletépítők: Kalmár Katalin, Polgár Béla
- Makett: Kupcsik Gyula
- Rögzítés vezetők: Koller György, Szigethy Ferenc
- Technikai rendezők: Cs. Farkas Mihály, Serestyén Sándor
- Műszaki vezetők: Pesta József, Tanos Tamás
- Játékmester: Szöllősy Irén
- Fővilágosító: Tréfás Imre
- A rendező munkatársa: Hegedűs Anikó
- Rendezőasszisztens: Endrődi Eszter
- Felvételvezető: Duronelly Györgyi, Göntér Zoltán, Szekeres Balázs
- Gyártásvezető: Balogh Erika, Koncsik László
- Produkciós vezető: Koncsik László

- A bábok az MTV Bábműhelyében készültek.
- Készítette a Magyar Televízió

## Szereplők
| Szereplő           | Bábszínész                                           | Szinkronhang                                         | Leírás                                                  |
| ------------------ | ---------------------------------------------------- | ---------------------------------------------------- | ------------------------------------------------------- |
| Borka              | Demeter Sára (1-2. évad) Kovács Mariann (3. évad)    | Demeter Sára (1-2. évad) Kovács Mariann (3. évad)    | A kék, fehér pöttyös ruhás mackó lánytestvér.           |
| Berci              | Várhegyi Teréz (1. évad) Kazinczy Ildikó (2-3. évad) | Várhegyi Teréz (1. évad) Kazinczy Ildikó (2-3. évad) | A rózsaszín ruhás, narancssárga nadrágos mackó testvér. |
| Marci              | Koffler Gizi                                         | Meixler Ildikó (1. évad) Koffler Gizi (2-3. évad)    | A sárga ruhás, zöld nadrágos mackó testvér.             |
| Dörmi Apó          | Szívós Károly                                        | Simon György                                         | ?                                                       |
| Dörmi Anyó         | Bánd Anna                                            | Csűrös Karola                                        | ?                                                       |
| Borz               | Kemény Henrik                                        | Szívós Károly                                        | ?                                                       |
| Vadmalac           | Bognár Péter                                         | Bognár Péter                                         | ?                                                       |
| Róka               | Dörögdy Miklós                                       | Dörögdy Miklós                                       | ?                                                       |
| Nyuszi             | Simándi Anna                                         | Simándi Anna                                         | ?                                                       |
| Szajkó             | Juhász Ibolya                                        | Juhász Ibolya                                        | ?                                                       |
| Varjú              | Román Kati                                           | Román Kati                                           | ?                                                       |
| Gerle              | Vadnay Tünde                                         | Vadnay Tünde                                         | ?                                                       |
| Mókus / Mókus mama | Bognár Péter                                         | Szöllősy Irén                                        | ?                                                       |
| Kacsa              | N/A                                                  | Hacser Józsa                                         | ?                                                       |
| Bohóc talicska     | Kemény Henrik                                        | Kemény Henrik                                        | ?                                                       |
| Majom              | Kemény Henrik                                        | Kemény Henrik                                        | ?                                                       |
| Gyík               | Németh Tibor                                         | Pálos Zsuzsa                                         | ?                                                       |
| Locsoló kígyó      | Szöllősy Irén                                        | Pálos Zsuzsa                                         | ?                                                       |
| Kapa paripa        | Giovannini Kornél                                    | Kosztolányi Kázmér                                   | ?                                                       |
| Olló krokodil      | Vanyó János                                          | Deák Sándor                                          | ?                                                       |
| Seregély           | Vanyó János                                          | Kemény Henrik                                        | ?                                                       |
| Nagyanyó           | Kárpáti Gitta                                        | Vámos Ilona                                          | ?                                                       |
| Borz mama          | Kárpáti Gitta                                        | Málnai Zsuzsa                                        | ?                                                       |
| Hörcsög            | Németh Tibor                                         | Németh Tibor                                         | ?                                                       |

## Epizódok
A bábfilmsorozatot DVD-n is kiadták, 2004-től 2009-ig a Mokép gondozásában, majd 2011-ben az MTVA forgalmazásában.
| Évad | Évad | Részek száma | Részek száma | Eredeti sugárzás   | Eredeti sugárzás | Magyar adó |
| Évad | Évad | Részek száma | Részek száma | Évadbemutató       | Évadzáró         | Magyar adó |
| ---- | ---- | ------------ | ------------ | ------------------ | ---------------- | ---------- |
|      | 1.   | 13           | 13           | 1988. augusztus 7. | 1989. január 26. | M1         |
|      | 2.   | 13           | 13           | 1991. február 6.   | 1991. május 8.   | M1         |
|      | 3.   | 13           | 13           | 1998. október 5.   | 1999. február 9. | M1         |

### 1. évad (1988–89)
| Sor. | Év. | Cím                | Premier             |
| ---- | --- | ------------------ | ------------------- |
| 1.   | 1.  | A vásározók        | 1988. augusztus 7.  |
| 2.   | 2.  | A labdaművészek    | 1988. szeptember 4. |
| 3.   | 3.  | Dinnyeverseny      | 1988. október 2.    |
| 4.   | 4.  | A madárboltosok    | 1988. október 30.   |
| 5.   | 5.  | Cirkusz a kertben  | 1988. november 13.  |
| 6.   | 6.  | Az ajándékozók     | 1988. december 4.   |
| 7.   | 7.  | A vendéglátók      | 1988. december 18.  |
| 8.   | 8.  | A madárijesztő     | 1988. december 22.  |
| 9.   | 9.  | Az ezermesterkedők | 1989. január 1.     |
| 10.  | 10. | A homokvár         | 1989. január 5.     |
| 11.  | 11. | A cukrászkodók     | 1989. január 12.    |
| 12.  | 12. | A gyűjtögetők      | 1989. január 19.    |
| 13.  | 13. | A farsangolók      | 1989. január 26.    |

### 2. évad (1991)
| Sor. | Év. | Cím                 | Premier           |
| ---- | --- | ------------------- | ----------------- |
| 14.  | 1.  | A tojásfestők       | 1991. február 6.  |
| 15.  | 2.  | A hirdetők          | 1991. február 20. |
| 16.  | 3.  | A vendégfogadók     | 1991. február 27. |
| 17.  | 4.  | A zenebonálók       | 1991. március 6.  |
| 18.  | 5.  | A versengők         | 1991. március 14. |
| 19.  | 6.  | A gyurmázgatók      | 1991. március 20. |
| 20.  | 7.  | Az arcképfestők     | 1991. március 28. |
| 21.  | 8.  | Az akadályelhárítók | 1991. április 4.  |
| 22.  | 9.  | A hatosfogat        | 1991. április 11. |
| 23.  | 10. | A töktermelők       | 1991. április 17. |
| 24.  | 11. | A bevásárlók        | 1991. április 24. |
| 25.  | 12. | A kirándulók        | 1991. május 2.    |
| 26.  | 13. | A hóemberépítők     | 1991. május 8.    |

### 3. évad (1998–99)
| Sor. | Év. | Cím                 | Premier            |
| --- | --- | ------------------- | ------------------ |
| 27. | 1.  | A maskarások        | 1998. október 5.   |
| 28. | 2.  | A nyuszipótlók      | 1998. október 12.  |
| 29. | 3.  | A léggömbözők       | 1998. október 19.  |
| 30. | 4.  | A civakodók         | 1998. október 26.  |
| 31. | 5.  | A rossz szomszédok  | 1998. november 2.  |
| A három bocs a kisnyúllal együtt dolgokat dobál át a kertbe egymásnak, tönkretéve a veteményest. Végül rájöttek, hogy az egésznek semmi értelme nem volt, és Dörmi apó is nagyon meg fogja őket leckéztetni, ezért kibékültek egymással.                                                                                           |     |                     |                    |
| 32. | 6.  | A vízkutatók        | 1998. november 9.  |
| Valamiért elapadt a patak és a három bocs elindul kinyomozni, mi történt. Végül kiderül, Vadmalac csinált magának egy spontán strandot, ahol áztatni tudja a lábait. A három bocsnak sikerül őt meggyőznie arról, hogy mekkora önzőség ez. Majd apránként visszajön a víz a patakba és így meg tudják öntözni a kerti növényeiket. |     |                     |                    |
| 33. | 7.  | A madárfestők       | 1998. november 16. |
| 34. | 8.  | A falatozó fogyózók | 1998. november 23. |
| 35. | 9.  | Az erdőjárók        | 1998. november 30. |
| 36. | 10. | A bábozók           | 1998. december 7.  |
| 37. | 11. | A divatozók         | 1998. december 14. |
| 38. | 12. | A tréfacsinálók     | 1998. december 21. |
| 39. | 13. | A hóbarátok         | 1999. február 9.   |